# Leonardo da Vinci
 Der er for få eller ingen kildehenvisninger i denne artikel, hvilket er et problem. Du kan hjælpe ved at angive troværdige kilder til de påstande, som fremføres i artiklen.

 Ikke at forveksle med Leonardo Vinci.
Leonardo di ser Piero da Vinci (født 15. april 1452, død 2. maj 1519) var en italiensk maler, billedhugger, arkitekt, ingeniør, opfinder, botaniker, anatom og forfatter. Leonardo da Vinci betragtes som et klassisk renæssancemenneske og geni. Mindre kendt er det, at han også var en dygtig musiker, sanger og lyrespiller. Han svømmede og dykkede, hvilket ikke var almindeligt på den tid, og skrev en del om dette i sine noter. Leonardo da Vincis værk er en del af den italienske højrenæssance.

## Levnedsbeskrivelse
Leonardo blev født i 1452 i landsbyen Vinci nær byen Firenze i Italien som uægte søn af Ser Piero da Vinci, en velhavende jordejer og advokat og en bondepige – Catarina. Leonardos fulde navn var Leonardo di ser Piero da Vinci (Leonardo, søn af Piero fra Vinci). Leonardo signerede som regel sin værker med "Leonardo" eller "Io, Leonardo" (Jeg, Leonardo), hvorfor hans værker oftest omtales "Leonardos" ikke "da Vincis".
Leonardo voksede op hos sin far, og de flyttede i 1469 til Firenze, hvor de lejede et hus på Piazza San Firenze nær Palazzo Vecchio.
Fra 1469 var han gennem 6 år lærling og senere assistent hos mester Andrea di Cione bedre kendt som Andrea del Verrocchio, én af de mest talentfulde og alsidige kunstnere i Firenze. Han var billedhugger, maler, arkitekt, opfinder, forsker, skriver, filosof, bronzestøber og meget andet og har uden tvivl haft stor indflydelse på Leonardos udvikling. Verrocchio anses almindeligvis for sin tids største kunstner, kun overgået af Donatello. I Verrocchios værksted arbejdede Leonardo sammen med andre af tidens berømte kunstnere som Botticelli, Perugino og Lorenzo di Credi.
I 1472 blev Leonardo optaget i Sankt Lukas Laug som maler Lionardo de Ser Piero da Vinci dipintore. Selv om han således var berettiget til at etablere sit eget værksted, ser det ud til, at han valgte at arbejde endnu mindst 4 år hos sin gamle læremester. I den periode var Leonardo ansvarlig for mange forskellige opgaver som at arrangere optog for Medicierne i 1469 og 1475 og velkomstfestligheder i Firenze i 1471 for Galeazzo Maria Sforza, hertug af Milano.
Fra 1482 til 1499 arbejdede han for hertugen af Milano, Ludovico Sforza og han havde sit eget værksted med lærlinge. 70 tons bronze, der skulle bruges til Leonardos hestestatue Gran Cavallo, blev støbt til våben til brug mod franskmændene under Karl den VIII i 1495.
Da franskmændene vendte tilbage i 1498 under Ludvig XIII, faldt Milano uden kamp, og Sforza blev fordrevet. Leonardo blev i Milano, indtil han en morgen så franske bueskytter anvende lermodellen (i fuld størrelse) af Gran Cavallo som øvelsesmål. Sammen med Salai og vennen Luca Pacioli (opfinderen af det dobbelte bogholderi) rejste han til Mantova og 2 måneder senere til Venezia for i slutningen af april 1500 at fortsætte til Firenze.
I Firenze gik han i tjeneste som militær arkitekt og ingeniør hos Cesare Borgia, søn af Rodrigo Borgia, senere Pave Alexander VI. I 1506 vendte han tilbage til Milano, der nu var i hænderne på Maximilian Sforza, efter at lejetropper havde fordrevet franskmændene. Her mødte han også Francesco Melzi, der skulle blive nær ven og Leonardos ledsager og arving.
Fra 1513 til 1516 boede han i Rom, hvor malere som Raphael og Michelangelo arbejdede på den tid. Leonardo menes ikke at have haft megen kontakt med dem. Dog skal det nævnes at i henhold til bogen The Vatican – Masterpieces, af Enrico Bruschini, i forbindelse med maleriet "The Stanza della Segnatura, er nævnt at Raphael og Leornardo Da Vinci mødtes da Raphael kun var 21 år gammel, og Da Vinci var fyldt 52 år i Firenze i 1504. Raphael blev på et møde så inspireret af Da Vinci at han dagen efter stoppede sit samarbejde med sin læremester Perugino.
I 1515 generobrede Frans I af Frankrig Milano, og Leonardo fik til opgave at skabe et værk: "en mekanisk løve" til fredsforhandlingerne i Bologna mellem den franske konge og Pave Leo 10. I 1516 gik han i tjeneste hos Frans I, og han fik et landsted Clos Lucé nær kongens residens på slottet Amboise. Leonardo fik et stort beløb til sit underhold og blev en nær ven af kongen.
Det siges, at han mistede førligheden i højre hånd efter et slagtilfælde.[kilde mangler]
Han døde d. 2. maj i Cloux i Frankrig i 1519. Først d. 12. august blev han begravet i kapellet i kirken Saint-Florentin i Amboise, en kirke som for længst er revet ned. Efter hans ønske fulgtes kisten af 60 tiggere. Kirken eksisterer ikke i dag, så der er ingen der kender den nøjagtige position af hvor Leonardo ligger begravet.
Leonardo synes ikke at haft nære forbindelser med kvinder. I 1476 blev han anonymt beskyldt for at have homoseksuel forbindelse med den 17 år gamle model Jacobo Saltarelli, der også var kendt som prostitueret. Han blev, sammen med tre andre unge mænd, beskyldt for homoseksuel adfærd. Alle fire blev dog frikendt i to omgange. Siden blev Leonardo og de andre overvåget af Firenzes "Nattens officerer" – en form for politistyrke. Man kan ikke med sikkerhed fastlå, om Leonardo var homoseksuel – eller om han simpelthen bare var aseksuel.

## Leonardo da Vincis 7 principper
Forfatteren Michael J. Gelb har i sin bog How To Think Like Leonardo da Vinci: Seven Steps to Genius Every Day opstillet syv såkaldte "da Vinci-principper" for at inspirere læseren til at udvikle sit potentiale. Principperne er:
- Curiositá: En umættelig nysgerrig tilgang til livet og en ubøjelig søgen efter vedvarende læring
- Dimostrazione: Forpligtelse til at afprøve viden gennem erfaring, vedholdenhed og vilje til at lære af fejl.
- Sensazione: Den stadig skærpelse af sanserne, især synet, som middel til at berige erfaring. (betyder at du gennem hele livet skal blive ved med at udvikle dine sanser)
- Sfumato: Bogstaveligt; gå op i røg - Vilje til at spænde over flertydighed, paradokser og usikkerhed
- Arte/Scienza: Udvikling af ligevægt mellem videnskab og kunst, logik og fantasi. At tænke med hele hjernen
- Corporalita: Udvikling af ynde, tohåndethed, god form og holdning - Leonardo kunne male med begge hænder på samme tid
- Connessione: Erkendelse og forståelse af at alle ting og fænomener hænger sammen. Systemtænkning

### Leonardos manuskripter
En stor del af Leonardos noter er bevaret, fordi man troede, han skrev i kode. Af frygt for at miste noget vigtigt, turde man ikke brænde hans papirer lige efter hans død. Da man havde tydet hans notesystem, var papirerne blevet arkiveret, og de er derfor bevaret, som man kan se dem i dag.
Noterne er ikke skrevet i kode, men Leonardo var venstrehåndet og skrev "baglæns", dvs. fra højre mod venstre, som det også kendes fra orientalske skriftsprog. Hertil kommer, at Leonardo kunne samle flere korte ord til et ord og tilfældigt opdele lange ord i flere dele. Heller ikke punktum og komma er blevet anvendt, og når hertil kommer, at en enkelt side kan indeholde noter om flere forskellige emner, er det yderst vanskeligt for den almindelige læser at få et sammenhængende hele ud af noterne.
Grunden til, at Leonardo gjorde det svært for andre at tyde hans noter, har formentlig været et forsøg på at bevare sine ideer for sig selv, da det netop var disse, han skulle "leve" af. Også i de konstruktionstegninger, han lavede, var der bevidste fejl, således at andre, som måtte komme i besiddelse af tegningerne, ikke bare kunne eftergøre konstruktionerne.

### Malerier – kunst
På Leonardos tid var malerier oftest et fælles arbejde, hvor mesteren malede de vigtigste figurer, mens assistenter og lærlinge resten på basis af skitser og instruktioner fra mesteren. Det tidligste kendte værk af Leonardo antages at være den venstre engel i Verrocchios Kristi Dåb.

#### Liste over malerier
Med sikkerhed at fastslå hvilke billeder, der er malet af Leonardo selv, og hvilke der er malet af ham sammen med andre, eller helt af andre, er en videnskab i sig selv.
Disse malerier er med stor sikkerhed malet af Leonardo:
- Kristi dåb malet sammen med Leonardos mester Andrea del Verrocchio, ca. 1472-75.
- Madonna Benois ca. 1475-78.
- Portræt af Ginevra de'Benci ca. 1478-80.
- Skt. Hieronymus 1480-82. Ufærdig del af en altertavle.
- De vise mænds tilbedelse 1481-82. Ufærdigt alter panel.
- Madonna i grotten 1483-86. Londonudgaven.
- Madonna i grotten ca. 1493-95 og 1506-08. Pariserudgaven.
- Damen med hermelinen ca. 1490.
- Madonna med barn og helgener 1493.
- Den sidste nadver ca. 1495-1498.
- Madonna og barnet med Skt. Anne ca. 1502-16.
- Mona Lisa ca. 1503-1506 Louvre, Paris (som han aldrig skrev signatur på)
- Leda og svanen ca. 1505-10. Det originale maleri er væk, og der findes kun kopier.

Nedenstående liste er der en del debat om:
- Bebudelsen ca. 1472-75.
- Madonna Litta ca. 1490.
- Portræt af en ung mand (muligvis musikeren Franchino Gaffurio) ca. 1490.
- Portræt af en ukendt kvinde ca. 1490.
- Madonna med barn og ten ca. 1501.
- Johannes Døberen ca. 1513-16.
- Johannes Døberen ved foden af et træ ca. 1513-16.

I 2005 opdagede man, at et billede, som man før havde ment var malet af én af Leonardos elever, højst sandsynligt var malet af Leonardo selv. Billedet bærer titlen Maria Magdalene og viser en barbrystet kvinde klædt i rødt med et slør for maven.  I 2020 fandt man en skitse af Kristus, tegnet med rødt kridt. Skitsen formodes at være af Leonardo, da han var meget glad for at tegne med rødt kridt. Stilen er også hans, da han sjældent tegnede nogen set forfra. Kristi skæg og øjne er tegnet på en måde, der sammenfalder med Leonardos selvportrætter.

### Selvportrættet
Leonardos selvportræt, tegnet med rødt kridt, dateres normalt omkring 1515, men passer bedre til hans stil fra 1490'erne, hvor han imidlertid må have set yngre ud. En myte i Torino vil have det til, at portrættet har magiske egenskaber, og at Leonardos blik er så intenst, at tilskueren tilføres styrke. Billedet blev derfor i al hemmelighed ført fra Torinos kongelige bibliotek til Rom under anden verdenskrig, af frygt for, at det skulle falde i Hitlers hænder og gøre ham endnu mægtigere. Andre værker fra det kongelige bibliotek blev ikke evakueret. Ingen ved i dag, hvor det blev holdt skjult. Efterretningstjenesten sørgede for en helt anonym transport til Rom, men tegningen havde ikke helt godt af forholdene under lagringen. I dag opbevares billedet i et hvælv, hvor dagslyset ikke kan trænge ind; kun kunstig lys er tilladt. Temperaturen ligger konstant på 20 grader C, luftfugtigheden på 55 %.

### Leonardo da Vinci som ingeniør og forsker
Leonardos ingeniørmæssige og videnskabelige arbejde var ganske imponerende, dokumenteret gennem op mod 13.000 sider notater og tegninger med en blanding af kunst og videnskab.
Han var iagttager og prøvede at forstå fænomener gennem detaljeret, iagttagelse og beskrivelse; han lagde ikke vægt på eksperimenter og teoretiske forklaringer. Leonardo blev i det store hele ignoreret af tidens lærde, måske fordi han ikke mestrede latin og matematik.
Flyvning fascinerede ham, og derfor gennemførte han detaljerede studier af fuglenes flyvning og planlagde adskillige flyvende maskiner, også en helikopter drevet af fire mænd, samt en let hangglider, der formentlig ville have virket. 3. januar 1496 afprøvede han uden held en flyvende maskine af egen konstruktion.
Leonardo deltog i obduktioner og udførte på den baggrund en række yderst detaljerede tegninger af menneskets anatomi. Tegninger og iagttagelser, som i 2005 fik hjertekirurg Francis Wells fra Cambridge til at ændre sin metode for operationer af hjerteklappen. Kirurger reparerede en dysfunktionel hjerteklap ved at forsnævre dens diameter, med den ulempe for patienten, at blodtilførslen blev utilstrækkelig, når patienten anstrengte sig. Efter at have studeret da Vincis tegninger, gik dr Wells over til at reparere hjerteklappen uden at ændre den normale diameter.
I 1502 tegnede han for sultan Beyazid 2. af Konstantinopel (nu Istanbul) en bro med en spændvidde på 240 meter til brug over Bosporusstrædets Det Gyldne Horn mellem Konstantinopel og havnebyen Pera. Broen blev aldrig bygget, men i 2001 blev en bro baseret på Leonardos design bygget i Ås i Norge af maleren Vebjørn Sand, som en del af hans da Vinci-projekt. Det er en 108 meter lang gangbro over Europavej E18 i Nygårdskrydset i Ås. En tilsvarende bro blev bygget i Danmark i 2010 ved Karby på limfjordsøen Mors.
Hans noter omfatter også adskillige militære opfindelser, herunder et pansret køretøj drevet af mennesker eller heste, stridsvogne med roterende skær og en kæmpemæssig armbrøst. Selv om man dengang antog, at en kanonkugles bane var en ret linje, fremgår det af Leonardos skitser, at han havde forstået, at banen i højere grad havde form som en parabel. Af hans skitser fremgår også designet til et kugleleje – 250 år før det blev genopfundet.
Leonardo offentliggjorde ikke selv sine skrifter, der først blev genopdaget i 1800-tallet, og har haft mindre betydning for den teknologiske udvikling. Han syslede en del med optik og hulspejle. Hans noter viser, at de forsøg, han lavede indenfor optikken, var noget han holdt særdeles hemmeligt. Meget af informationen om dette fik han i kontakten med alkymisten Tommaso di Giovanni Masini, også kaldet Zoroaster fra Peretola.
Microsofts Bill Gates købte i 1994 en af Leonardo da Vincis notesbøger for 25 millioner US$ – eller 150 millioner danske kroner, og mange af Leonardos tegninger ejes i dag af det britiske kongehus. Hans samtidige bemærkede, at han skrev og malede med venstre hånd, og hans notater var i spejlvendt skrift. Som venstrehåndet undgik han at smøre blækket ud, når han skrev fra højre mod venstre.
Med hjælp fra FBI og Scotland Yard håbede professor Alessando Vezzosi, direktør for det italienske Leonardo-museum, at afkode kunstnerens DNA. Forskerne mener stadig at have store mængder organisk materiale efter ham, fordi da Vinci benyttede sit eget blod, spyt og urin i sine kunstværker for at lykkes med den rigtige farve- og blækblanding.
da Vinci fik ingen børn og har derfor ingen efterkommere, men i 1973 begyndte man at søge efter hans søskendes efterkommere. Der er fundet 35 nulevende efterkommere, de fleste bosat i Toscana; deriblandt Franco Zeffirelli, som er født og opvokset i Vinci. Leonardos jordiske rester blev flyttet i urolige tider, og det er uvist, om de faktisk befinder sig på hans gravsted på Amboise-slottet i Loiredalen.